# D2564 (Alpes-Maritimes)
De D2564 of Corniche Supérieure is een departementale weg en kustweg in het Zuid-Franse departement Alpes-Maritimes. De weg loopt van Nice naar Roquebrune-Cap-Martin.

## Geschiedenis
Oorspronkelijk was de D2564 onderdeel van de N7. In 1978 werd de N7 verlegd naar de lager gelegen Corniche Moyenne, de huidige D6007. De oude weg is toen overgedragen aan het departement Alpes-Maritimes en omgenummerd tot D2564.